# Lophopodella
Lophopodella is een mosdiertjesgeslacht uit de  familie van de Lophopodidae en de orde Plumatellida

## Soorten
- Lophopodella capensis (Sollas, 1908)
- Lophopodella carteri (Hyatt, 1866)
- Lophopodella pectinatelliformis Lacourt, 1959
- Lophopodella stuhlmanni Kraepelin, 1914
- Lophopodella thomasi Rousselet, 1904